# Вси Светии (Костур)
Вижте пояснителната страница за други значения на Вси Светии.
„Вси Светии“ (на гръцки: Ιερός Ναός Αγίων Πάντων) е православна църква в град Костур (Кастория), Егейска Македония, Гърция, енорийска църква на Костурската епархия.

## Местоположение
Църквата е построена в западното предградие Даилакис и е гробищен храм на града.